# 独立 (概率论)
在機率論裡，說兩個事件是獨立的，直覺上是指一次实验中一事件的發生不會影響到另一事件發生的機率。例如，在一般情况下可以认为连续两次掷骰子得到的点数结果是相互獨立的。類似地，兩個隨機變量是獨立的，若其在一事件給定觀測量的條件機率分佈和另一事件沒有被觀測的機率分佈是一樣的。
对于两个以上的事件，需要区分两种独立的概念。如果集合中的任意两个事件相互独立，则这些事件称为两两独立（Pairwise independent），而事件相互独立（Mutually independent）指每个事件独立于集合中其他事件的任何交集。在概率论、统计学和随机过程的标准文献中，没有限定词的独立通常指相互独立。

## 獨立事件

### 对于兩個事件
兩個事件A和B是獨立的 当且仅当 {\displaystyle \mathrm {Pr} (A\cap B)=\mathrm {Pr} (A)\mathrm {Pr} (B)}。
這裡，A ∩ B是A和B的交集，即為A和B兩個事件都會發生的事件。

### 对于任意個事件
若有限个事件构成的集合{\displaystyle \{A_{i}\}_{i=1}^{n}}中每对事件都是独立的，则这些事件是兩兩獨立(pairwise independent)的。
即当且仅当对任意的{\displaystyle i,j\in \{1,...,n\},i\neq j}，有
{\displaystyle \mathrm {Pr} (A_{i}\cap A_{j})=\mathrm {Pr} (A_{i})\mathrm {Pr} (A_{j})}

若有限个事件构成的集合{\displaystyle \{A_{i}\}_{i=1}^{n}}中每个事件都与任何其他事件构成的交集独立，则这些事件是相互獨立(mutually independent) 的。
即当且仅当對其任一有限子集A1, ..., An，會有
{\displaystyle \Pr(A_{1}\cap \cdots \cap A_{n})=\Pr(A_{1})\,\cdots \,\Pr(A_{n})}。
或写作：{\displaystyle \Pr \left(\bigcap _{i=1}^{n}A_{i}\right)=\prod _{i=1}^{n}\Pr(A_{i}).\!\,}
這被稱為獨立事件的乘法規則。

### 独立事件的性质
若兩個事件A和B是獨立的，則其B給之A的條件機率和A的「無條件機率」一樣，即
{\displaystyle \Pr(A\mid B)=\Pr(A)\,}。
至少有兩個理由可以解釋為何此一敘述不可以當做獨立性的定義：(1)A和B兩個事件在此敘述中並不對稱，及(2)當機率為0亦可包含於此敘述時，會有問題產生。
若回想條件機率Pr(A | B)的定義為
{\displaystyle \Pr(A\mid B)={\Pr(A\cap B) \over \Pr(B)},} (只要Pr(B) ≠ 0 )
則上面的敘述則會等價於
{\displaystyle \Pr(A\cap B)=\Pr(A)\Pr(B)}
即為上面所給定的標準定義。
注意獨立性並不和它在地方話裡的有相同的意思。例如，一事件獨立於其自身当且仅当：
{\displaystyle \Pr(A)=\Pr(A\cap A)=\Pr(A)\Pr(A)\,}
亦即，其機率不是零就是一。因此，當一事件或其補集幾乎確定會發生，它即是獨立於其本身。例如，若事件A從單位區間的連續型均勻分佈上選了0.5，則A是獨立於其自身的，儘管重言式地，A完全決定了A。

## 獨立隨機變量
上面所定義的是事件的獨立性。在這一節中，我們將處理隨機變量的獨立性。若X是一實數值隨機變量且a是一數字的話，則X ≤ a的事件是一個事件，所以可以有意義地說它是否會獨立於其他的事件。
兩個隨機變數X和Y是獨立的若且唯若對任何數字a和b，事件[X ≤ a](X小於或等於a的事件)和[Y ≤ b]為如上面所定義的獨立事件。類似地，隨意數量的隨機變數是明確地獨立的，若對任一有限子集X1, ..., Xn和任一數字的有限子集a1, ..., an，其事件[X1 ≤ a1], ..., [Xn ≤ an]會是如上面所定義的獨立事件。
其量測可以由事件[X ∈ A]來取代上面所定義的事件[X ≤ a]，其中A為任一包絡集合。此一定義完全和上述其隨機變數的值為實數的定義等價。且他有著可以作用於複值隨機變數和在任一拓撲空間中取值之隨機變數上的優點。
即使任意數目中的任二個隨機變數都是獨立的，但它們可能仍舊會無法互相獨立；這種的獨立被稱為兩兩獨立。
若X和Y是獨立的，則其期望值E會有下列的好性質：
E[X Y] = E[X] E[Y],
（假定都存在）且其方差（若存在）满足
var(X + Y) = var(X) + var(Y),
因为其協方差 cov(X,Y) 為零。(其逆命题不成立，即若兩個隨機變數的協方差為0，它們不一定独立。)
此外，具有分佈函數FX(x) 及 FY(y)和機率密度fX(x) 及 fY(y)的隨機變數X和Y為獨立的，若且唯若其相結合的隨機變數(X,Y)有一共同分佈
{\displaystyle F_{X,Y}(x,y)=F_{X}(x)F_{Y}(y),}
或等價地，有一共同密度
{\displaystyle f_{X,Y}(x,y)=f_{X}(x)f_{Y}(y)}。
類似的表示式亦可以用來兩個以上的隨機變數上。

## 條件獨立隨機變數
直觉地，两个随机变量X和Y给定Z条件独立，如果：一旦知道了Z，从Y的值便不能得出任何关于X的信息。例如，相同的数量Z的两个测量X和Y不是独立的，但它们是给定Z条件独立（除非两个测量的误差是有关联的）。
条件独立的正式定义是基于条件分布的想法。如果X、Y和Z是离散型随机变量，那么我们定义X和Y给定Z条件独立，如果对于所有使{\displaystyle \mathrm {Pr} (Z\leq z)>0}的x、y和z，都有：
{\displaystyle \mathrm {P} (X\leq x,Y\leq y\;|\;Z=z)=\mathrm {Pr} (X\leq x\;|\;Z=z)\cdot \mathrm {Pr} (Y\leq y\;|\;Z=z)}
另一方面，如果随机变量是连续的，且具有联合概率密度p，那么X和Y给定Z条件独立，如果对于所有使{\displaystyle p_{Z}(z)>0}的实数x、y和z，都有：
{\displaystyle p_{XY|Z}(x,y|z)=p_{X|Z}(x|z)\cdot p_{Y|Z}(y|z)}
如果X和Y给定Z条件独立，那么对于任何满足{\displaystyle \mathrm {Pr} (Z=z)>0}的x、y和z，都有：
{\displaystyle \ \mathrm {Pr} (X=x|Y=y,Z=z)=\mathrm {Pr} (X=x|Z=z)}
也就是说，X给定Y和Z的条件分布，与仅仅给定Z的条件分布是相同的。对于连续的情况下的条件概率密度函数，也有一个类似的公式。 
独立性可以视为条件独立的一个特例，因为概率可以视为不给定任何事件的条件概率。

## 另見
- 耦合
- 獨立且同態隨機變數

## 書籍
- Kirby Faciane (2006). Statistics for Empirical and Quantitative Finance. H.C. Baird: Philadelphia. ISBN 0-9788208-9-4.